# Łęg Tarnowski (przystanek kolejowy)
Łęg Tarnowski – nieczynny przystanek kolejowy w Łęgu Tarnowskim, w województwie małopolskim, w Polsce, na linii Tarnów – Szczucin koło Tarnowa. Znajduje się tu 1 peron.